# DCトーク
DCトーク（DC Talk）は、1980年代後半にアメリカ合衆国バージニア州にてトビー・マッキーハン、ケヴィン・マックス、マイケル・タイトによって結成されたクリスチャン・ロック・バンド。1990年代半ばにはクリスチャン・ミュージックの枠を超え、ポップ・ロック・グループとして絶大な人気を得た。
バンドの結成はトビーがリバティ大学在学時代、ケヴィンとマイケルに出会った時にさかのぼる。1989年にクリスチャン・ミュージック・レーベル大手のフォアフロント・レコードからセルフタイトルのファースト・アルバムをリリース。1990年にはセカンド・アルバム『Nu Thang』を発売。彼らの人気を決定付けたのはサード・アルバム『フリー・アット・ラスト』で、ポップ、ラップ、ロックが調和した新感覚のサウンドと紳士的な歌詞、そしてクールなルックスが、女性ファンを中心に日本でも注目を集めた。後のグループ初となるグラミー賞受賞や、売上のプラチナム認定もこのアルバムで果たしている。1992年にはバーズのヴァージョンが有名な楽曲で、ドゥービー・ブラザーズがカヴァーしたことでも知られる「ジャスト・オーライ! (Jesus Is Just Alright)」が日本のFMラジオ局でも頻繁にパワープレイされた。
2000年にメンバーそれぞれがソロ活動へと移行し、グループとしては活動休止状態となったが、断続的にDCトークとして新曲発表やライブ等を行っている。

## ディスコグラフィ

### スタジオ・アルバム
- DC Talk (1989年、ForeFront)
- Nu Thang (1990年、ForeFront)
- 『フリー・アット・ラスト』 - Free at Last (1992年、ForeFront)
- 『ジーザス・フリーク』 - Jesus Freak (1995年、ForeFront)
- 『スーパーナチュラル』 - Supernatural (1998年、ForeFront/Virgin)

### EP
- Free at Last: Extended Play Remixes (1994年、ForeFront)
- Jesus Freak (1995年、ForeFront)
- Welcome to the Freak Show - Bonus Disc (1997年、ForeFront)
- Solo (2001年、ForeFront)